# NVIDIA Jetson
NVIDIA Jetsonは、NVIDIAが提供している、画像認識や大規模言語モデルなどのディープラーニングを使用することを目的とした組み込み用のコンピューティングボードである。System on Module (SoM) として、CPU、内蔵GPU、内蔵NPU（ディープラーニング・アクセラレータ）、メモリ、ストレージなどが搭載されている。
本項では、Jetsonと同じく内蔵GPU方式のNVIDIA DGX Sparkもまとめて記載する。
同じ組み込み用でも自動運転車用の車載システムはNVIDIA DRIVEとして提供している。

## 概要
Jetsonの性能としては、ノートパソコンの内蔵GPU・内蔵NPU相当である。例えば、Jetson OrinはAmpereマイクロアーキテクチャであり、これはGeForce RTX 30 シリーズにあたるが、Jetson OrinはCUDAコア数が512～2048コアなのに対して、ディスクリートGPUのGeForce RTX 30 シリーズ Laptop GPUは2048～7424コアとなり、より高性能である。商品に組み込むわけではなく、高い信頼性が不要な場合は、Jetsonの代わりに、NVIDIAのディスクリートGPUを搭載したノートパソコンやミニPCが比較対象となる。高い信頼性が必要な場合、Jetsonを搭載した産業用PCがあるが、これも、NVIDIAのグラフィックボードを搭載した産業用PCが比較対象となる。
Jetson TK1, TX1, TX2 は、ARMアーキテクチャの中央処理装置 (CPU) を統合した Nvidia の Tegra プロセッサ (またはSoC) を搭載した低消費電力システムである。
NVIDIAはNPUの事をDLA（ディープラーニング・アクセラレータ）と呼んでいる。

## ハードウェア
Jetsonファミリーは以下のデバイスが発売された。

### Kepler マイクロアーキテクチャ

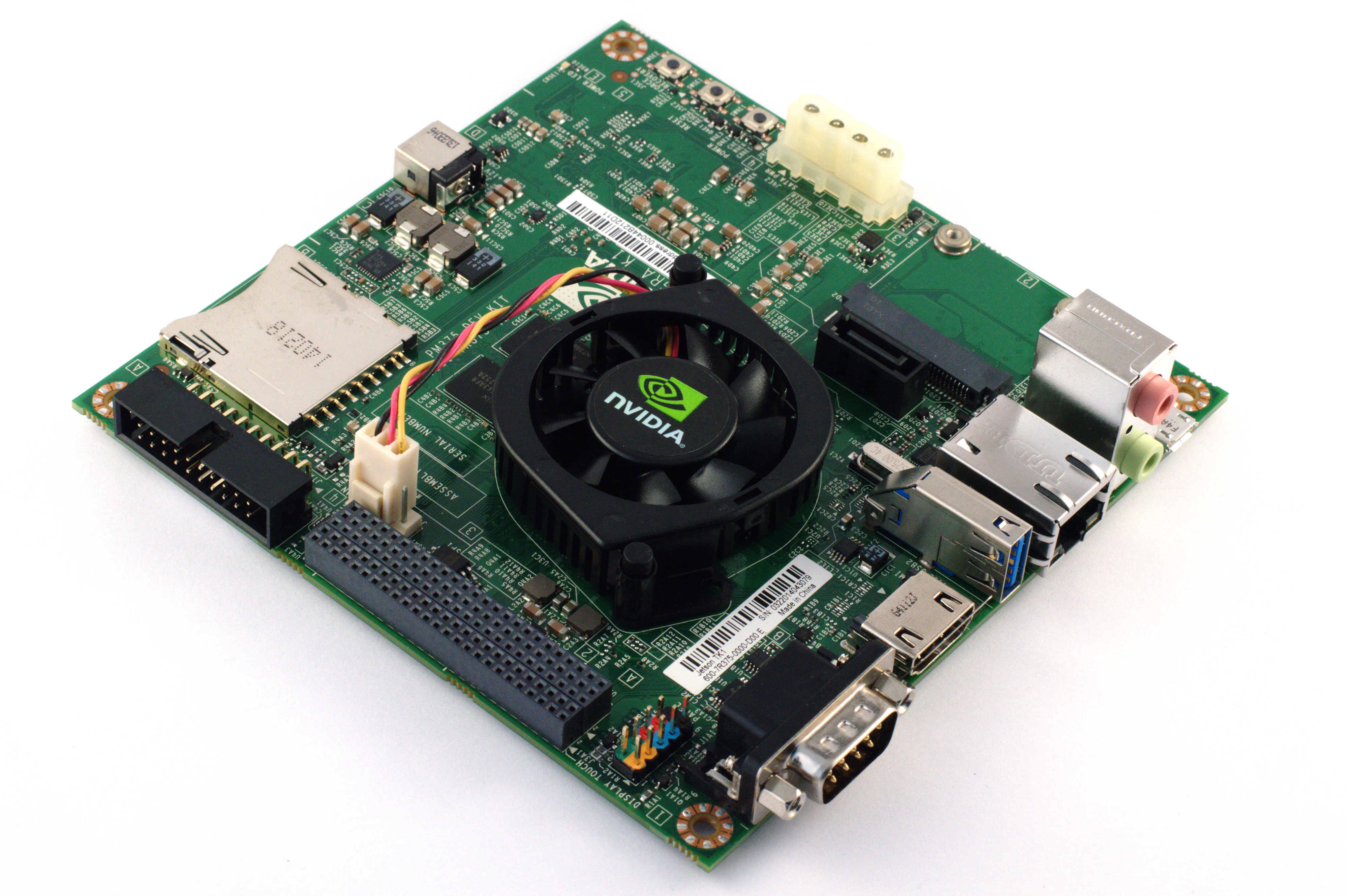
Jetson TK1 開発者キット

Nvidia Jetson TK1 開発者キットは、T124バリアントのTegra K1 SoCを搭載し、Ubuntu Linuxを実行する開発者キットとして、2014年4月下旬に出荷された。価格は$192。 Jetson Nanoの発売によって生産終了した。

### Maxwell マイクロアーキテクチャ
以下のデバイスが発売された。
- Jetson TX1[7]
- Jetson Nano[8]

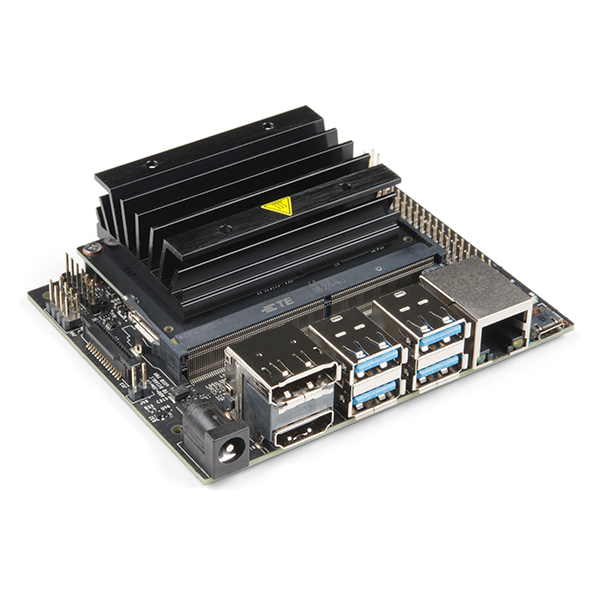
Jetson Nano 開発者キット

Nvidia Jetson TX1 開発者キットは、2015年11月に発表された、モデルT210のTegra X1が搭載された開発用のシングルボードコンピュータである。価格は$599。
Nvidia Jetson Nano 開発者キットは、2019年3月中旬に発表された。価格は$99。低価格な入門機で、70x45mmの大きさは Jetson ファミリの中で最小である。 意図された市場は、低価格ということもあり、趣味的なロボット工学のための製品である。 最終的な仕様では、フルTegra X1システムが意図されるものの、電力が最適化され、最小の特徴だけを持ったバージョンのようなボードであることが明らかになった。
より詳細に比較すると、CPUコア (4x A57@1.43 GHz) とGPUコア (Maxwell世代の128コア@921MHz) の半分だけが存在し、接続可能なRAMの半分だけが接続されている (4GB LPDDR4@64bit + 1.6 GHz = 25.6 GB/s)。その一方、利用可能または使用可能なインターフェイスはベースボードの設計によって決定され、アプリケーション事例のためのエンドユーザ固有の設計と実装の決定の対象となる。
公開されている Nvidia Jetson Nano のオペレーションモードは以下の通り。
| モード           | 0       | 1              |
| ---------------- | ------- | -------------- |
| GPU (MHz)        | 921     | 640            |
| Cortex-A57 (MHz) | 4x 1428 | 2x 918 2x 停止 |
| TDP (W)          | 10      | 5              |

### Pascal マイクロアーキテクチャ
以下のデバイスが発売された。GPU性能は電力が最大の設定の場合。
| 製品名         | GPU性能 密行列 FP16 TFLOPS | メモリ GB | ストレージ GB | 電力 W  |
| -------------- | -------------------------- | --------- | ------------- | ------- |
| Jetson TX2 NX  | 1.33                       | 4         | 16            | 7.5, 15 |
| Jetson TX2 4GB | 1.33                       | 4         | 16            | 7.5, 15 |
| Jetson TX2i    | 1.26                       | 8         | 32            | 10, 20  |
| Jetson TX2     | 1.33                       | 8         | 32            | 7.5, 15 |

Nvidia Jetson TX2ボードは、マイクロアーキテクチャGP10B (またはSoCタイプT186と非常に類似した) のTegra X2を搭載している。 このボードと関連する開発者キットは、小型カメラドローンでの使用など、低消費電力シナリオ向けのコンパクトなカード設計で2017年3月に発表された。価格は$599。形状はシングルボードコンピュータ。
パフォーマンスモードのセットを記述したマトリックスは、それに沿ってメディアによって提供された。 さらに、頑丈で産業用のユースケースに適していると言われたTX2iバリアントが言及された。
公開されている Nvidia Jetson TX2 のパフォーマンスモードは以下の通り。
| モード           | Max Clocks (Denver2 + A57) | Max-P (Denver2 + A57) | Max-P (Denver2のみ) | Max-P (A57のみ) | Max-Q (A57のみ) |
| ---------------- | -------------------------- | --------------------- | ------------------- | --------------- | --------------- |
| GPU (MHz)        | 1302                       | 1122                  | 1122                | 1122            | 854             |
| Denver2 (MHz)    | 2000                       | 1400                  | 2000                | N/A             | N/A             |
| Cortex-A57 (MHz) | 2000+                      | 1400                  | N/A                 | 2000            | 1200            |
| TDP (W)          | might vary                 | 15                    | 15                  | 15              | 7.5             |

### Volta マイクロアーキテクチャ
以下のデバイスが発売された。DLAはディープラーニング・アクセラレータの略。GPU性能およびDLA性能は電力が最大の設定の場合。
| 製品名                       | GPU性能 密行列 INT8 TOPS | DLA性能 密行列 INT8 TOPS | メモリ GB | ストレージ GB | 電力 W     |
| ---------------------------- | ------------------------ | ------------------------ | --------- | ------------- | ---------- |
| Jetson Xavier NX             | 13                       | 8                        | 8         | 16            | 10, 15, 20 |
| Jetson Xavier NX 16GB        | 13                       | 8                        | 16        | 16            | 10, 15, 20 |
| Jetson AGX Xavier            | 22                       | 10                       | 32        | 32            | 10, 15, 30 |
| Jetson AGX Xavier Industrial | 20                       | 10                       | 32        | 32            | 20, 40     |
| Jetson AGX Xavier 64GB       | 22                       | 10                       | 64        | 64            | 10, 15, 30 |

開発者キットとしては以下のものが発売された。
- Jetson AGX Xavier 開発者キット - 2018年8月末に開発者キットとして発表された。価格は$2499。形状はミニPC。一部のアプリケーションのケースではJetson TX2 (1.33 FP16 TFLOPS) と比較して20倍の高速化が期待できること、アプリケーションの電力効率が10倍向上していることが示唆された。[23][24]

### Ampere マイクロアーキテクチャ
以下のデバイスが発売された。DLAはディープラーニング・アクセラレータの略。GPU性能およびDLA性能は電力が最大の設定の場合。
| 製品名                     | GPU性能 密行列 INT8 TOPS | DLA性能 密行列 INT8 TOPS | メモリ GB | ストレージ GB | 電力 W         |
| -------------------------- | ------------------------ | ------------------------ | --------- | ------------- | -------------- |
| Jetson Orin Nano 4GB       | 17                       | N/A                      | 4         | N/A           | 7, 10, 25      |
| Jetson Orin Nano 8GB       | 33                       | N/A                      | 8         | N/A           | 7, 15, 25      |
| Jetson Orin NX 8GB         | 38                       | 20                       | 8         | N/A           | 10, 15, 25, 40 |
| Jetson Orin NX 16GB        | 38                       | 40                       | 16        | N/A           | 10, 15, 25, 40 |

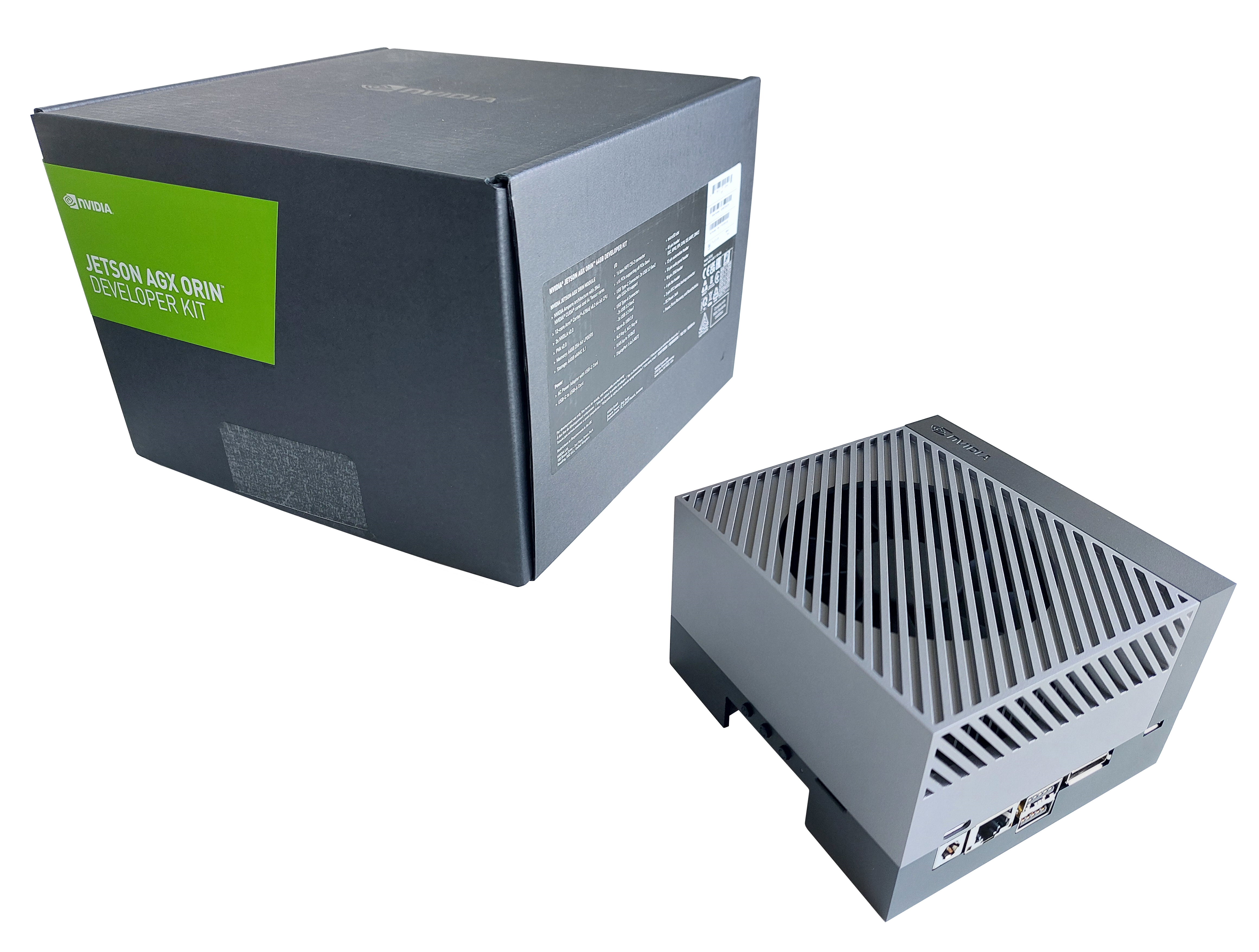
Jetson AGX Orin 開発者キット

| Jetson AGX Orin 32GB       | 54                       | 46                       | 32        | 64            | 15, 40         |
| Jetson AGX Orin Industrial | 78                       | 46                       | 64        | 64            | 15, 75         |
| Jetson AGX Orin 64GB       | 85                       | 52.5                     | 64        | 64            | 15, 60         |

開発者キットとしては以下のものが発売された。
- Jetson AGX Orin 開発者キット - 2022年3月発売。Jetson AGX Orin 64GBを搭載。価格は$1999。形状はミニPC。[25]
- Jetson Orin Nano 開発者キット - 2023年3月発表。Jetson Orin Nano 8GBを搭載。価格は$499。形状はシングルボードコンピュータ。下記のSuperが付く方に置き換わった。[26]
- Jetson Orin Nano Super 開発者キット - 2024年12月発表。Jetson Orin Nano 8GBを搭載。25Wでも動作するようにし、Superと名前を付け、半額に値下げした。価格は$249。形状はシングルボードコンピュータ。同時期の競合商品は Raspberry Pi 5 8GB ($80) と Raspberry Pi AI HAT+ (26 TOPS, $110) の組み合わせ。[27]

### Blackwell マイクロアーキテクチャ
JetsonではなくDGX Sparkとして以下のデバイスが発売された。形状はミニPC。価格は$3999。2025年1月発表、2025年5月発売。
| 製品名    | GPU性能 密行列 INT8 TOPS | メモリ GB | ストレージ TB | 電力 W |
| --------- | ------------------------ | --------- | ------------- | ------ |
| DGX Spark | 250                      | 128       | 4             | 170    |

## ソフトウェア
Jetsonボードシリーズでは、様々なOSやソフトウェアが動作する可能性がある。

### Linux
JetPackは、Nvidia社のJetsonボードシリーズ用のソフトウェア開発キット (SDK) である。Linux for Tegra (L4T) オペレーティングシステムやその他のツールが含まれている。Nvidiaの公式ダウンロードページには、JetPack 3.2のエントリーがあると記載されている。
RedHawk Linuxは、Jetsonプラットフォームで利用可能な高性能RTOSであり、関連する NightStar リアルタイム開発ツール、CUDA/GPU の機能強化、ハードウェア・イン・ザ・ループおよびマン・イン・ザ・ループ・シミュレーション用のフレームワークが含まれている。

### QNX
QNXオペレーティングシステムは、広く発表されていないが、Jetson プラットフォームでも利用可能である。特定のNvidia Jetsonボードに特定のQNXパッケージをインストールした成功例が報告されている。Nvidia の Vibrante Linux ディストリビューションをベースにしていると思われる qnx-V3Q-23.16.01 パッケージが Jetson TK1 Proボード上で動作することが報告されている。